# 7276 Maymie
A 7276 Maymie (ideiglenes jelöléssel 1983 RE) a Naprendszer kisbolygóövében található aszteroida. Oak Ridge Observatory fedezte fel 1983. szeptember 4-én.